# 게야키다이역
게야키다이역(일본어: けやき台駅 게야키다이에키[*])은 일본 사가현 미야키군 기야마정에 있는 규슈 여객철도 가고시마 본선의 역이다.

## 역 구조
상대식 승강장 2면 2선을 가지는 지상역. 선상 역사는, 역 동쪽의 국도 제3호선을 걸쳐 '게야키다이 역 앞 보도교'와 일체화한 구조이며, 서쪽의 사가 현 기야마 정과 동쪽의 후쿠오카현 오고리시와를 접속하는 역할도 맡고 있다.
규슈 교통기획이 역 업무를 행하는 업무 위탁역으로, 마르스가 없지만, POS 단말이 설치되어 있다. SUGOCA의 이용이 가능하지만, 카드 발매는 행하지 않지만 현금 취급만을 행한다.

## 이용 현황
| 1일 평균 승강 인수 | 1일 평균 승강 인수 | 1일 평균 승강 인수 |
| 연도               | 승차 인원          | 승강 인원          |
| ------------------ | ------------------ | ------------------ |
| 1998               | 763                | 1,529              |
| 1999               | 820                | 1,639              |
| 2000               | 882                | 1,780              |
| 2001               | 1,023              | 2,035              |
| 2002               | 1,086              | 2,182              |
| 2003               | 1,116              | 2,245              |
| 2004               | 1,160              | 2,321              |
| 2005               | 1,218              | 2,442              |
| 2006               | 1,278              | 2,571              |
| 2007               | 1,301              | 2,614              |
| 2008               | 1,307              | 2,634              |
| 2009               | 1,305              | 2,629              |

## 역 주변
근처의 국도 제3호선의 교차로로 '산고쿠사카이'가 있다. 지쿠젠(후쿠오카 · 지쿠시노), 지쿠고(후쿠오카 · 오고리), 히젠 (사가 · 기야마)의 3국의 경계점을 의미한다. 일대로 주택개발이 진행해, 그것과 같은 쇼핑 구역의 개발등도 많다. 국도 제3호선의 편도 한쪽 편 2차선화가 2007년 3월에 완성했다.
- 기야마 드라이빙 스쿨
- 국도 제3호선
- 슈로아 몰 지쿠시노

## 역사
- 1990년 3월 10일 : 개업.
- 2009년 3월 1일 : IC카드 SUGOCA의 사용을 개시.

## 인접 역
| 가고시마 본선      | 가고시마 본선 | 가고시마 본선        |
| ------------------ | ------------- | -------------------- |
| 하루다 모지코 방면 | ■ 보통        | 기야마 가고시마 방면 |